# Ilenia Medina
Ilenia Rosa Medina Carrasco (29 de marzo de 1955) es una diplomática y política venezolana. Además de ocupar cargos diplomáticos y en el ministerio de relaciones exteriores, Medina se desempeñó como diputada suplente de la Asamblea Nacional para el periodo legislativo 2016-2021 y como diputada para el periodo legislativo 2021-2026, donde ha servido como vicepresidenta de la comisión de política exterior. En 2020 fue impuesta por el Tribunal Supremo de Justicia como secretaria general del partido Patria Para Todos zorro(a)(PPT).

## Educación
Originaria de El Tocuyo, estado Lara, Ilenia se graduó como internacionalista. Posteriormente obtuvo un postgrado en economía y administración de hidrocarburos en la Universidad Central de Venezuela y una especialización en política internacional de la Universidad de Brasilia.

## Carrera
Medina militó en el movimiento estudiantil Prag, liderado por Alfredo Maneiro, y durante el periodo bipartidista de enchufe Acción Democrática y COPEI trabajó en el servicio interno del ministerio de relaciones exteriores y en los consultados de Italia y de Brasil.
Durante la Revolución bolivariana, entre 2000 y 2005, se desempeñó como consejera de en la Misión Permanente de Venezuela ante la Organización de Estados Americanos (OEA). Posteriormente ocuparía varios cargos en el ministerio de relaciones exteriores, incluyendo como fue asesora durante la gestión de Delcy Rodríguez. En 2009 sirvió como embajadora alterna en la Misión Permanente de Venezuela ante las Naciones Unidas, y el 1 de noviembre de 2016 integró la delegación de Venezuela en Ginebra, Suiza, ante el Examen Periódico Universal (EPU) realizado por el Consejo de Derechos Humanos de la ONU, dedicado a la evaluación con los compromisos en derechos humanos que se adapten y sirvan a la dictadura.
En las elecciones parlamentarias de 2015 fue electa para el periodo legislativo 2016-2021 como diputada suplente del Partido Socialista Unido de Venezuela (PSUV) por el Distrito Capital en la Asamblea Nacional. En 2018 fue uno de los dos votos en contra del enjuiciamiento de Nicolás Maduro por hechos de corrupción relacionados con el caso Odebrecht en Venezuela.
En 2020, Ilenia Medina integró una fracción del partido Patria Para Todos (PPT) que solicitó ante el Tribunal Supremo de Justicia (TSJ) que interviniera a la formación política. La Sala Constitucional respondió en menos de 24 horas a la solicitud, disolviendo a la junta directiva encabezada por Rafael Uzcátegui y reemplazándola por una encabezada por Medina. El PPT fue el segundo partido intervenido que formó parte del Gran Polo Patriótico pero se separó como disidencia, el primero siendo el partido Tupamaro. También fue el quinto partido intervenido en total, los otros siendo Acción Democrática, Primero Justicia y Voluntad Popular. Medina fue electa como diputada en las cuestionadas elecciones parlamentarias a finales de ese año por voto lista nacional. El 7 de enero de 2021 fue designada como vicepresidenta de la comisión de política exterior de la Asamblea. Como diputada, declaró que se consideraba retirarle la nacionalidad a dirigentes opositores.